# Скотсвилл (Новая Шотландия)
Скотсвилл — небольшая деревня в канадской провинции Новая Шотландия, расположенная в округе Инвернесс на острове Кейп-Бретон.
Местной туристской достопримечательностью (широко известной в провинции) являются «Египетские водопады» (Egypt Falls, первоначально водопад Аппин). Тем не менее, доступ к водопадам затруднён — доехать до посёлка можно по немощёной горной дороге, а далее к водопадам можно добраться только по труднопроходимой горной тропе длиной в несколько километров, которая становится скользкой и опасной во время дождей или снегопада.